# Rhinatrema ron
Espèce
Rhinatrema ron est une espèce de gymnophiones de la famille des Rhinatrematidae.

## Répartition
Cette espèce est endémique du Brésil. Elle se rencontre à Urucará en Amazonas et à Oriximiná au Pará.

## Étymologie
Cette espèce est nommée en l'honneur de Ronald Archie Nussbaum.

## Publication originale
- Wilkinson & Gower, 2010 : A new species of Rhinatrema Duméril & Bibron (Amphibia: Gymnophiona: Rhinatrematidae) from Amazonas, Brazil. Zootaxa, no 2650, p. 63-68.